# Rashed Eisa
Rashed Eisa Al Falasi (Abu Dhabi, 24 de agosto de 1990) é um futebolista profissional emiratense que atua como meia.

## Carreira
Rashed Eisa fez parte do elenco da Seleção Emiratense de Futebol da Olimpíadas de 2012.